# 小川かず子
小川 かず子（おがわ かずこ、1957年2月4日 - ）は、日本の元女子バレーボール選手。

## 来歴
徳島県那賀郡出身。富岡東高校を卒業するといったん就職するが、池坊短期大学へ進学しバレーボールを続けた。短期大学卒業後は実家に戻る予定だったが、1978年ユニチカに入部する。
入部直後の都市対抗バレー（現黒鷲旗大会）からチームのレギュラーセッターを務め、全日本に抜擢される。同年の世界選手権では銀メダルを獲得した。
1980年、モスクワオリンピック日本代表に選出されたが、西側諸国が同大会をボイコットしたためにオリンピック出場はならなかった。
国内では日本リーグのベスト6を3年連続獲得、第13回・14回の日本リーグ2連覇、第15回のチーム準優勝に大きく貢献し、敢闘賞を獲得した。

## 人物・エピソード
高校時代についたニックネームは「ケロ」。顔がカエルに似ていることが由来。後にユニチカ監督の小島孝治（当時）からはよく「トノサマ」とからかわれた。
日本電気所属であった森下由紀子は短大のチームメイトである。森下曰く、小川の性格は意地っ張りだが、思いやりがあるやさしい性格という。短大入部時に先輩たちがつけたニックネームの"ガン"が気に入らず、最後まで「ケロ」を押し通した。
1978年の世界選手権で、本人はピンチサーバーかレシーバーのつもりだったというが、最終戦のソ連戦に敗れたあと、山田監督とのミーティングで「ピンチサーバーで入ったら、私にワンセッターやらせて下さい」と直訴した。これが功を奏したか、その後の国際試合からは小川のワンセッターが実現、松田紀子の後継セッターとなり活躍することになった。

## 球歴
- 全日本代表としての主な国際大会出場歴 
  - オリンピック - なし（1980年）
  - 世界選手権 - 1978年、1982年
  - ワールドカップ - 1981年

## 受賞歴
- 1978年 - 第27回全日本都市対抗大会 若鷲賞（最優秀新人賞）
- 1980年 - 第13回日本リーグ ベスト6
- 1981年 - 第14回日本リーグ ベスト6
- 1981年 - 第30回全日本都市対抗選手権 黒鷲賞（最高殊勲選手）
- 1982年 - 第31回全日本都市対抗選手権 敢闘賞
- 1982年 - 第15回日本リーグ 敢闘賞、レシーブ賞、ベスト6

## 所属チーム
- 富岡東高校
- 池坊短期大学
- ユニチカ（1978-1983年）